# Mamàiev Kurgan
El Mamaiev Kurgan (rus: Мама́ев Курга́н) és el turó que domina des de l'alçada la ciutat de Volgograd (abans Stalingrad) al sud de Rússia. Les seves coordenades són 48° 44′ 43″ N, 44° 32′ 13″ E / 48.74528°N,44.53694°E. El seu nom en rus significa "el túmul de Mamai", el comandant de l'Horda d'Or de la dècada de 1370, tot i que no hi ha cap mena d'evidència que en realitat fos enterrat allà.
Actualment, el turó de Mamaiev Kurgan està convertit en un gran monument commemoratiu de la victòria soviètica a la batalla de Stalingrad, que va tenir lloc entre agost de 1942 i febrer de 1943. Aquest triomf va ser decisiu per a la victòria de la Unió Soviètica sobre les tropes de l'Eix al Gran Guerra Patriòtica

## Història
Quan les tropes del VI.Armee alemany van llançar el seu atac contra el centre de la ciutat de Stalingrad el 13 de setembre de 1942, el turó, que als mapes simplement era anomenat "Cota 102.0", es transformà en un lloc de combat acarnissat entre els atacants i els defensors del 62è Exèrcit soviètic. El control del turó es transformà en un objectiu decisiu, ja que des d'aquesta posició es domina la ciutat, obtenint així el control sobre ella.

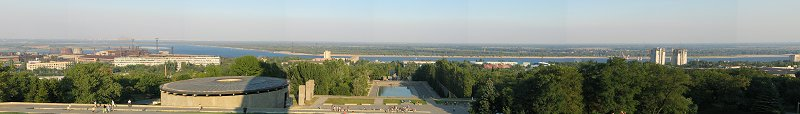
Fotografia presa des del capdamunt del turó, amb vistes sobre el Volga.

Per defendre-la, els soviètics van construir una sèrie de línies defensives als costats, incloent trinxeres, fil ferro espinós i camps minats. Els alemanys, pel seu costat, van pressionar amb força sobre el turó, patint una immensa quantitat de baixes. Quan finalment la van capturar, van començar a bombardejar el centre de la ciutat, així com l'estació Stalingrad-1 que es trobava a la part inferior del tossal, capturant-la el 14 de setembre.
Aquell mateix dia va arribar a la ciutat assetjada la 13a Divisió de Guàrdies Soviètics, comandada pel general Aleksandr Rodímtsev, travessant el riu Volga sota el foc enemic. els 10.000 homes de la divisió tenien la missió socórrer als defensors, entrant aquell mateix dia en acció. El 16 van reconquerir la Mamàiev Kurgan i van continuar lluitant per l'estació ferroviària, patint un 30% de baixes només el primer dia, però la riba del riu va quedar protegida (només 320 homes dels 10.000 inicials van sobreviure fins al final de la batalla). Les tropes soviètiques van ser reforçades al més aviat possible, però això no desanimava als alemanys, que feien fins a 12 assalts diaris, respostos amb ferotges contraatacs soviètics.
El turó va canviar de mans en diverses ocasions: pel 27 de setembre els alemanys l'havien conquerit de nou. Els soviètics van retenir les seves posicions als vessants del turó, mentre que la 284a Divisió de Fusellers mantenia l'estratègica posició. Els defensors es van mantenir allà fins al 26 de gener de 1943, quan l'ofensiva d'hivern va permetre envoltar, atrapar i destruir les tropes nazis dins de la ciutat. El mariscal Friedrich Paulus, cap del 6è Exèrcit, es va rendir amb la major part de les seves tropes el 31 de gener (sent el primer mariscal alemany en rendir-se fins a aquell moment); però la batalla finalitzà oficialment el 2 de febrer, quan es rendí el darrer grup de soldats alemanys a les runes de la fàbrica de tractors Octubre Roig.

## Característiques

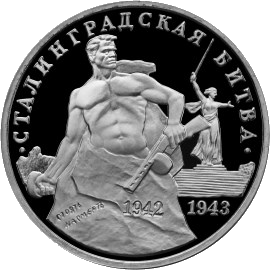
Moneda commemorativa

Quan la batalla acabà, la terra del turó estava xopa de sang i barrejada amb una immensa quantitat de metralla, amb entre 500 i 1.250 esquirles de metall per metre quadrat. El terra del turó va seguir negre durant l'hivern, perquè la neu es fonia a causa dels incendis i explosions dels canons alemanys i dels coets Katiuixa. A la primavera, el turó seguí negre, sense que hi creixessin ni pastures ni cap mena de planta a la terra cremada. Les pronunciades vessants del turó es convertiren en un terreny pla, fruit dels violents bombardeigs. Encara avui els visitants poden trobar de vegades trossos d'os o de metall al turó.
Després de la guerra, les autoritats soviètiques es planejaren que el Mamaiev Kurgan es transformés en un ampli monument commemoratiu. Va ser construït entre 1959 i 1967, i està coronat per una gegantina estàtua al·legòrica de la "Mare Pàtria" al cim. Aquest monument, dissenyat per Ievgueni Vutxètitx, rep el nom de "La Mare Pàtria crida!" (Rodina Mat' Zovyot!). Consisteix en una estàtua de ciment de 105 metres d'alçada, 85 des dels peus fins a la punta de l'espasa de 27 metres, que domina el paisatge de la ciutat. En el moment de la seva instal·lació es convertí en la major del món. L'única part que no està feta de ciment és l'espasa, que és d'acer. L'estàtua es manté dreta sobre el seu pedestal gràcies al seu pes, perquè per motius no del tot clars es va construir amb uns ciments mínims. La figura, per la seva part, evoca l'escena clàssica grega de la Nice, en particular, a la Victòria alada de Samotràcia per la seva roba.

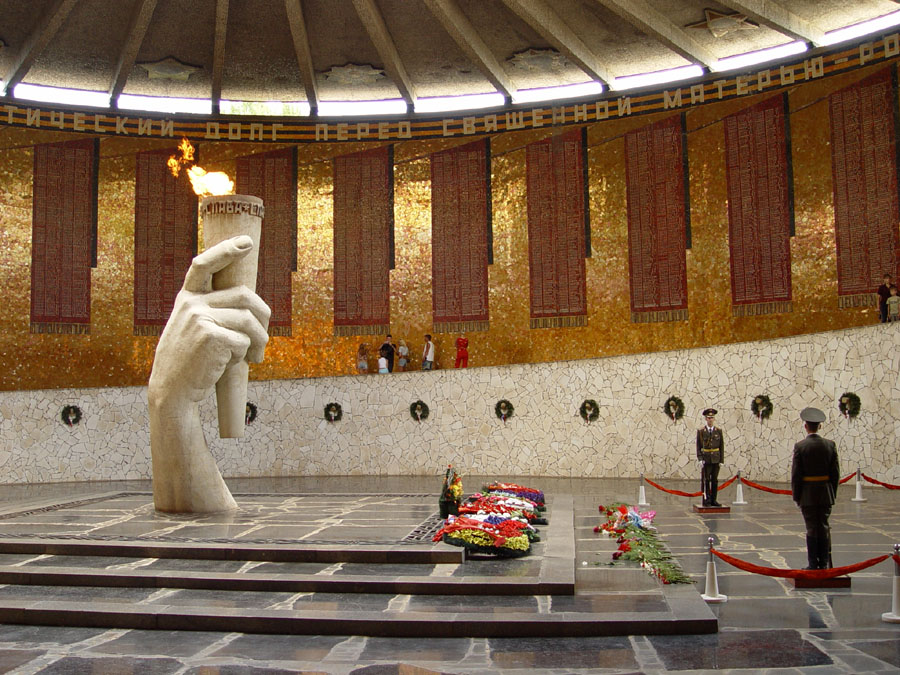
Vechnii ogon

Al mausoleu situat als seus peus es troba enterrat el general victoriós de la defensa de la ciutat, el Mariscal de la Unió Soviètica Vasili Txuikov, l'únic d'ells que no està enterrat a Moscou. Entre els que hi ha allà enterrats es troba el tinent Rubén Ruiz Ibárruri, únic fill mascle de la Pasionaria, personatge clau de la Guerra Civil espanyola.
Al complex s'ubica també un gran museu sobre la batalla.